# La Crosse (Washington)
La Crosse és una població dels Estats Units a l'estat de Washington. Segons el cens del 2000 tenia 380 habitants.

## Demografia
Segons el cens del 2000, La Crosse tenia 380 habitants, 164 habitatges, i 105 famílies. La densitat de població era de 431,5 habitants per km².
Dels 164 habitatges en un 31,1% hi vivien nens de menys de 18 anys, en un 54,3% hi vivien parelles casades, en un 9,1% dones solteres, i en un 35,4% no eren unitats familiars. En el 32,9% dels habitatges hi vivien persones soles el 19,5% de les quals corresponia a persones de 65 anys o més que vivien soles. El nombre mitjà de persones vivint en cada habitatge era de 2,32 i el nombre mitjà de persones que vivien en cada família era de 2,9.
Per edats la població es repartia de la següent manera: un 28,2% tenia menys de 18 anys, un 1,6% entre 18 i 24, un 26,6% entre 25 i 44, un 21,1% de 45 a 60 i un 22,6% 65 anys o més.
L'edat mediana era de 42 anys. Per cada 100 dones de 18 o més anys hi havia 88,3 homes.
La renda mediana per habitatge era de 30.893 $ i la renda mediana per família de 40.833 $. Els homes tenien una renda mediana de 30.972 $ mentre que les dones 20.313 $. La renda per capita de la població era de 16.656 $. Aproximadament el 2,1% de les famílies i el 5,9% de la població estaven per davall del llindar de pobresa.

## Poblacions més properes
El següent diagrama mostra les poblacions més properes.